# Politique dans la Lozère
La politique dans la Lozère s'inscrit dans le cadre du département français de la Lozère, situé dans la région Occitanie. Ce département rural et montagneux du sud de la France présente des caractéristiques politiques particulières, influencées par son histoire, sa géographie et sa démographie.
La Lozère, le département le moins peuplé de France, est traditionnellement considérée comme un territoire conservateur, avec une forte influence de la droite et du centre-droit. Cependant, les dynamiques politiques locales sont complexes et évoluent au fil du temps, reflétant les changements sociaux et économiques du département. En effet, si le nord est traditionnellement situé à droite, le sud-est (notamment les Cévennes) est beaucoup plus ancré à gauche.

## Histoire politique et rapports de force
Le département de la Lozère est, sur le plan politique, historiquement dominé par la droite parlementaire.
Cette domination est claire depuis le début de la Cinquième République puisque la représentation parlementaire du département a été quasi monopolisée par la droite depuis 1958.
En effet, ce n'est qu'aux élections législatives de 1997 que la gauche, en la personne du député socialiste Jean-Claude Chazal, a pu obtenir un siège pour la première fois depuis l'adoption de la Constitution de 1958[réf. nécessaire].
Pour autant, les réalités politiques sont plus contrastées, selon les différentes parties du département et l'histoire politique n'a pas toujours été marquée par cette prédominance de la droite.
Si la droite domine dans les cantons de l'Aubrac ou de la Margeride (cantons du nord et de l'ouest), la gauche est nettement plus influente dans les Cévennes (cantons du Sud) qui, en Lozère, correspondent à l'arrondissement de Florac.
Le fait que la partie cévenole du département ait servi de refuge à des protestants à la suite de la révocation de l'édit de Nantes n'est pas étrangère à cette tradition politique. Le rôle particulier de la Résistance pendant la Seconde Guerre mondiale a également joué pour marquer ces comportements politiques. On notera d’ailleurs que parmi la gauche cévenole, la présence d'élus non socialistes est importante (radicaux de gauche, divers gauche, Europe-Ecolopgie-les Verts ou parti communiste).
Au demeurant, à la Libération, l'un des députés de la Lozère était le comte Gilbert de Chambrun, ancien chef de la Résistance armée et devenu député avec le soutien du Parti communiste français.
En revanche, aux élections présidentielles, le département a longtemps fait partie des positions dominantes[réf. nécessaire] de la droite, puisque le Général de Gaulle y a dépassé les 60 % en 1965, tout comme Valéry Giscard d'Estaing en 1974. Le candidat de droite, même battu au niveau national, est toujours arrivé en tête en Lozère au second tour.
Son score est cependant de moins en moins élevé au regard de sa moyenne nationale, puisque Nicolas Sarkozy n'y a finalement obtenu qu'un peu plus de 55 % en 2007, et en 2012, il reste majoritaire mais de justesse (50,05 %).
Aux élections régionales de 2004, la droite, menée par Jacques Blanc, ancien sénateur du département, a dépassé les 60 % au second tour.
Toutefois, lors du référendum de 2005 sur le Traité constitutionnel européen, le NON a obtenu 22 572 voix, soit 53,77 % contre 19 409 voix pour le OUI.
Et ce alors que le référendum sur le Traité de Maastricht avait été approuvé par 21 495 voix et 54,31 % des votes.
À noter également que si la droite parlementaire domine le conseil général avec comme président l'UMP Jean-Paul Pourquier, avec 15 élus sur 25 au terme du renouvellement de 2011, la gauche dispose de positions municipales importantes, puisqu'elle dirige les villes de Mende, Langogne et Florac et qu'elle dispose de la présidence de la principale structure intercommunale du département, constituée autour de Mende. La droite (UMP, Divers droite, Nouveau-Centre ...) quant à elle, dispose de la majorité des villes et villages importants (Marvejols, Saint-Chély-d'Apcher, La Canourgue, Aumont-Aubrac, Chanac, Saint-Alban-sur-Limagnole, etc.).
Si l'unique député de Lozère, Pierre Morel-A-l'Huissier, est membre de l'UMP, l'unique sénateur, Alain Bertrand est, quant à lui de gauche de même que la conseillère régionale Sophie Pantel.

## Représentation politique et administrative

### Préfets et arrondissements

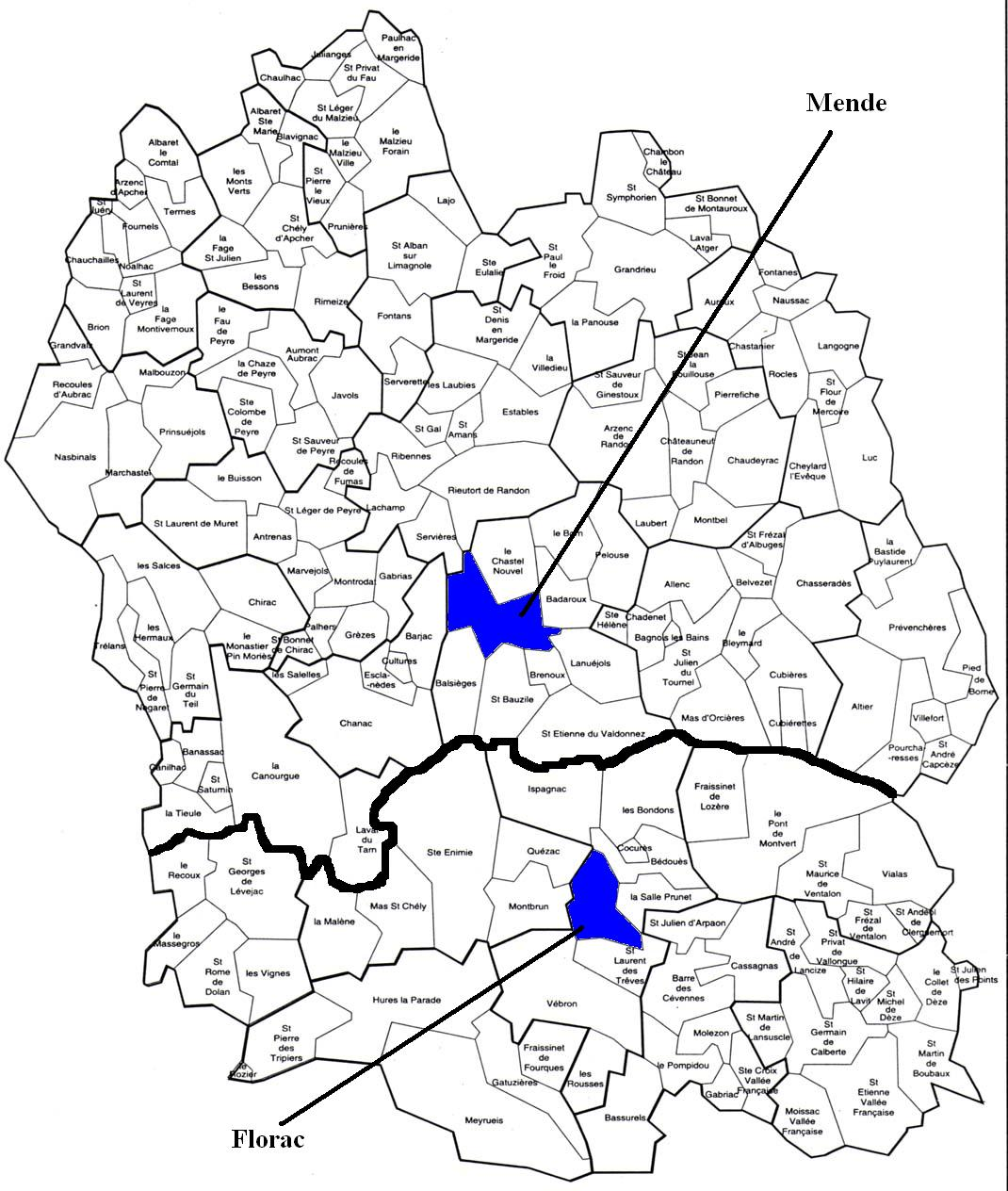
Carte des deux arrondissements de la Lozère.

Le département de la Lozère est découpé en deux arrondissements regroupant les cantons suivants :
- Arrondissement de Florac : 
Barre-des-Cévennes, Florac, Le Massegros, Meyrueis, Le Pont-de-Montvert, Saint-Germain-de-Calberte, Sainte-Enimie.
- Arrondissement de Mende : 
Aumont-Aubrac, Le Bleymard, La Canourgue, Chanac, Châteauneuf-de-Randon, Fournels, Grandrieu, Langogne, Le Malzieu-Ville, Marvejols, Mende-Nord, Mende-Sud, Nasbinals, Saint-Alban-sur-Limagnole, Saint-Amans, Saint-Chély-d'Apcher, Saint-Germain-du-Teil, Villefort.

|              | Identité          | Circonscription administrative | Anciennes fonctions |
| ------------ | ----------------- | ------------------------------ | --- |
| Préfet       | Philippe Castanet | Lozère/Arr. de Mende           | Directeur des finances, de la commande publique et de la performance au secrétariat général pour l'administration de la préfecture de police |
| Sous-préfete | Valérie Fuscien   | Arr. de Florac                 | Attachée principale d'administration de l’État                                                                                               |

### Député et circonscription législative
Depuis le nouveau découpage électoral, le département comprend une circonscription unique regroupant l'ensemble des treize cantons lozériens.
| Circonscription | Nom           |  | Parti | Groupe                    | Suppléant     |
| --------------- | ------------- |  | ----- | ------------------------- | ------------- |
| Lozère          | Sophie Pantel |  | PS    | Socialistes et apparentés | Serge Gayssot |

### Sénateur
Guylène Pantel est sénatrice depuis le 4 mars 2020, date où elle a succédé à Alain Bertrand (LREM, ex-PS), décédé en fonction. Ce dernier avait été réélu lors des élections sénatoriales de 2017.
|  | Identité       | Étiquette | Groupe | Autres mandats (passés ou actuels) |
|  | -------------- | --------- | ------ | --- |
|  | Guylène Pantel | PS        | RDSE   | Maire d'Ispagnac (2018 → 2020) Conseillère départementale de Florac Trois Rivières (2015 → ) Vice-présidente du conseil départemental (2015 → 2020) |

### Conseillers régionaux
Le conseil régional d'Occitanie compte 158 membres élus pour six ans dont 2 représentant la Lozère. La liste d'union de la gauche et des écologistes « L'Occitanie en commun », conduite dans le département par la socialiste Aurélie Maillols, a obtenu les deux sièges.
| Nom              |  | Parti | N° | Liste                                 | Groupe                              |
| ---------------- |  | ----- | -- | ------------------------------------- | ----------------------------------- |
| Aurélie Maillols |  | PS    | 01 | Union de la gauche et des écologistes | Socialistes et Citoyens d'Occitanie |
| Bernard Bastide  |  | DVC   | 02 | Union de la gauche et des écologistes | Socialistes et Citoyens d'Occitanie |

### Conseillers départementaux
Depuis le redécoupage cantonal de 2014, le nombre de cantons est passé de 25 à 13 avec un binôme paritaire élu dans chacun d'entre eux, soit 26 conseillers départementaux. À l'issue des élections départementales de 2015, la Lozère bascule à gauche et Sophie Pantel (Parti socialiste) est élue à la présidence du conseil départemental par 13 voix contre 9 pour l'UMP Alain Astruc. On compte par ailleurs un bulletin nul et deux votes blancs.
Le 1er juillet 2021, à la suite des élections départementales, Sophie Pantel est réélue pour un deuxième mandat avec 16 voix sur 26 (7 votes blancs et 3 bulletins nul).
Élue députée en juillet 2024 et touchée par le cumul des mandats, Sophie Pantel est contrainte de quitter ses fonctions de présidente. Alors que Jean-Louis Brun était favori pour lui succéder, une alliance entre l'opposition de droite (groupe « Ensemble pour la Lozère ») et Laurent Suau (Fédération progressiste, majorité présidentielle) conduit à un changement de majorité. Le 9 août 2024, ce dernier est élu au deuxième tour de scrutin par 16 voix contre 10 après le retrait de Jean-Paul Pourquier.
| Canton                     | Conseillers              | Partis | Partis | Groupes                             |
| -------------------------- | ------------------------ | ------ | ------ | ----------------------------------- |
| Bourgs sur Colagne         | Rémi André               |        | DVG    | Lozère passionnément et indépendant |
| Bourgs sur Colagne         | Dominique Delmas         |        | DVG    | Lozère passionnément et indépendant |
| La Canourgue               | Valérie Fabre            |        | LR     | Droite, centre et indépendants      |
| La Canourgue               | Jean-Paul Pourquier      |        | LR     | Droite, centre et indépendants      |
| Le Collet-de-Dèze          | Robert Aigoin            |        | PCF    | Lozère passionnément et indépendant |
| Le Collet-de-Dèze          | Michèle Manoa            |        | LÉ     | Lozère passionnément et indépendant |
| Florac Trois Rivières      | Denis Bertrand           |        | PS     | La Lozère au cœur                   |
| Florac Trois Rivières      | Guylène Pantel           |        | PS     | La Lozère au cœur                   |
| Grandrieu                  | Francis Gibert           |        | DVD    | Droite, centre et indépendants      |
| Grandrieu                  | Valérie Rebois-Chemin    |        | DVD    | Droite, centre et indépendants      |
| Langogne                   | Jean-Louis Brun          |        | PS     | Lozère passionnément et indépendant |
| Langogne                   | Johanne Trioulier        |        | DVG    | Lozère passionnément et indépendant |
| Marvejols                  | Patricia Brémond         |        | DVG    | La Lozère au cœur                   |
| Marvejols                  | Gilbert Fontugne         |        | DVG    | Lozère passionnément et indépendant |
| Mende-1                    | Régine Bourgade          |        | MoDem  | La Lozère au cœur                   |
| Mende-1                    | Laurent Suau             |        | FP     | La Lozère au cœur                   |
| Mende-2                    | Françoise Amarger-Brajon |        | PS     | La Lozère au cœur                   |
| Mende-2                    | François Robin           |        | PS     | La Lozère au cœur                   |
| Peyre en Aubrac            | Alain Astruc             |        | DVD    | Droite, centre et indépendants      |
| Peyre en Aubrac            | Ève Brézet               |        | DVD    | Lozère passionnément et indépendant |
| Saint-Alban-sur-Limagnole  | Séverine Cornut          |        | DVD    | Droite, centre et indépendants      |
| Saint-Alban-sur-Limagnole  | Patrice Saint-Léger      |        | DVD    | Droite, centre et indépendants      |
| Saint-Chély-d'Apcher       | Christine Hugon          |        | LR     | Droite, centre et indépendants      |
| Saint-Chély-d'Apcher       | Michel Thérond           |        | UDI    | Droite, centre et indépendants      |
| Saint-Étienne-du-Valdonnez | Didier Couderc           |        | DVG    | Lozère passionnément et indépendant |
| Saint-Étienne-du-Valdonnez | Sophie Pantel            |        | PS     | Lozère passionnément et indépendant |

Le 9 août 2024, lors de la session d'installation du nouveau président de l'assemblée départementale, quatre vice-présidents et trois vice-présidentes ont été désignés. À cette date, la liste des vice-présidents est la suivante :
|     | Identité                 | Groupe | Attributions                                                    |
| --- | ------------------------ | ------ | --------------------------------------------------------------- |
| 1er | Jean-Paul Pourquier      | DCI    | Ressources internes et finances départementales                 |
| 2e  | Patricia Brémond         | LLC    | Jeunesse, éducation et citoyenneté                              |
| 3e  | Denis Bertrand           | LLC    | Infrastructures et mobilités                                    |
| 4e  | Christine Hugon          | DCI    | Territoires et attractivité                                     |
| 5e  | Francis Gibert           | DCI    | Économie circulaire, agriculture et accompagnement des filières |
| 6e  | Françoise Amarger-Brajon | LLC    | Solidarités humaines                                            |
| 7e  | Patrice Saint-Léger      | DCI    |                                                                 |

Groupes politiques
Depuis le changement de majorité, le conseil départemental de la Lozère compte trois groupes politiques : deux appartiennent à la majorité (« La Lozère au cœur » et « Droite, centre et indépendants ») et un à l'opposition (« Lozère passionnément et indépendant »).
| Groupe                              | Sigle | Président           | Statut     | Élus |
| ----------------------------------- | ----- | ------------------- | ---------- | ---- |
| Droite, centre et indépendants      | DCI   | Jean-Paul Pourquier | majorité   | 9    |
| La Lozère au cœur                   | LLC   | François Robin      | majorité   | 7    |
| Lozère passionnément et indépendant | LPI   | Jean-Louis Brun     | opposition | 10   |

### Présidents d'intercommunalités

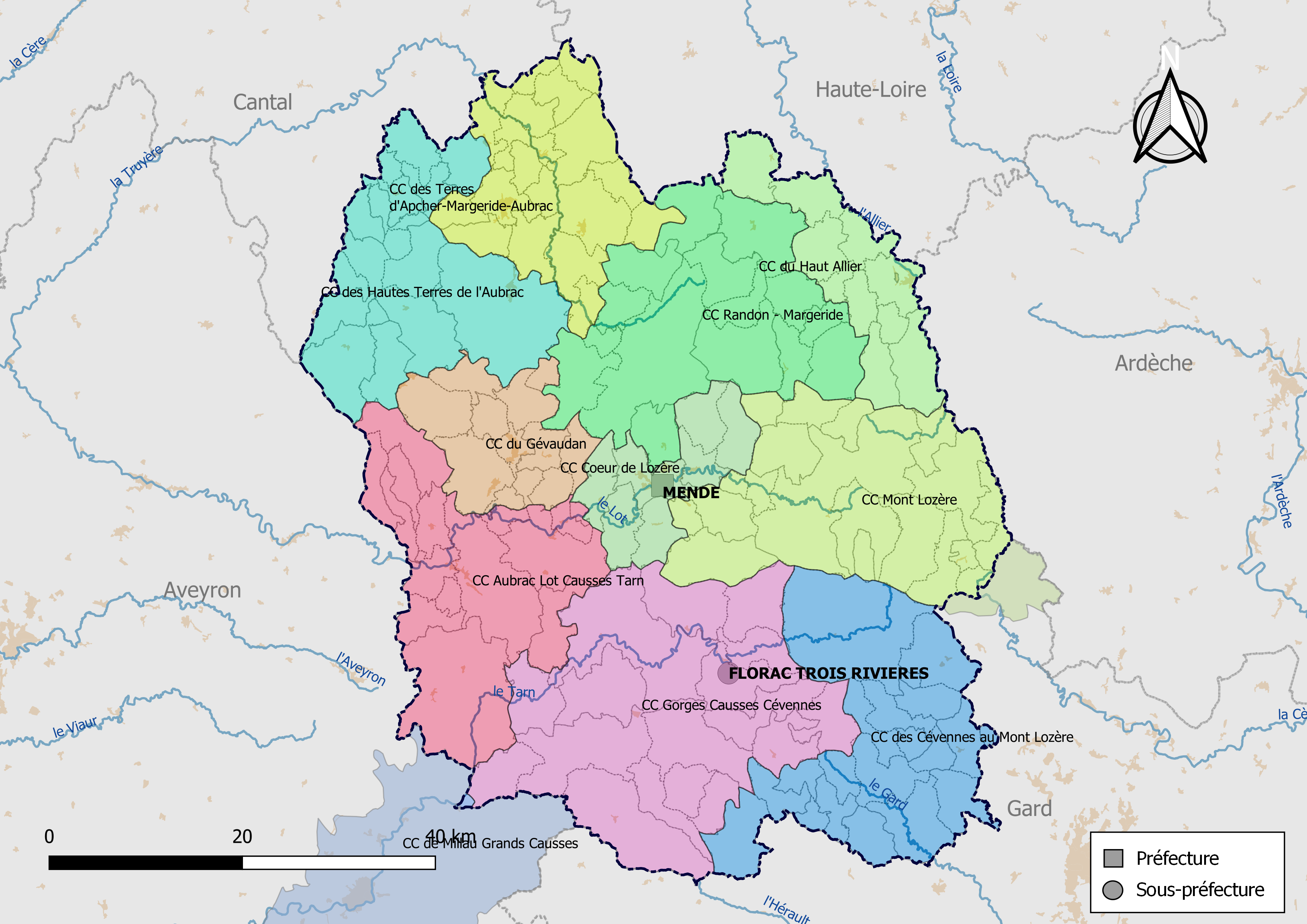
Carte des intercommunalités de la Lozère au 1er janvier 2019.

| Intercommunalité                 | Président           | Parti | Parti | Élection |
| -------------------------------- | ------------------- | ----- | ----- | -------- |
| Aubrac Lot Causses Tarn          | Jean-Claude Saleil  |       | SE    | 2020     |
| Cœur de Lozère                   | Laurent Suau        |       | FP    | 2016     |
| Des Cévennes au Mont Lozère      | Michel Reydon       |       | DVG   | 2020     |
| Gévaudan                         | Patricia Brémond    |       | DVG   | 2020     |
| Gorges Causses Cévennes          | Henri Couderc       |       | PS    | 2017     |
| Haut Allier                      | Francis Chabalier   |       | SE    | 2020     |
| Hautes Terres de l'Aubrac        | Alain Astruc        |       | DVD   | 2017     |
| Mont-Lozère                      | Jean de Lescure     |       | DVD   | 2017     |
| Randon - Margeride               | Francis Saint-Léger |       | DVD   | 2020     |
| Terres d'Apcher-Margeride-Aubrac | Christophe Gache    |       | SE    | 2020     |

### Maires

Carte des 152 communes de la Lozère au 1er janvier 2022.

| Commune               | Maire            |  | Parti | Élection | Population |
| --------------------- | ---------------- |  | ----- | -------- | ---------- |
| Bourgs sur Colagne    | Lionel Bouniol   |  | DVD   | 2020     | 2 077      |
| La Canourgue          | Claude Malzac    |  | DVD   | 2020     | 2 095      |
| Florac Trois Rivières | Flore Thérond    |  | PCF   | 2020     | 2 111      |
| Langogne              | Marc Oziol       |  | PS    | 2020     | 2 860      |
| Marvejols             | Patricia Brémond |  | DVG   | 2020     | 4 752      |
| Mende                 | Régine Bourgade  |  | MoDem | 2024     | 12 322     |
| Peyre en Aubrac       | Alain Astruc     |  | DVD   | 2017     | 2 304      |
| Saint-Chély-d'Apcher  | Christine Hugon  |  | LR    | 2020     | 4 025      |

## Résultats électoraux

### Élections législatives
|      |      |      |      |      |      |      |      |      | 1re                                                | 1re                                                | 2e                                                 | 2e                                                 |
| ---- | ---- | ---- | ---- | ---- | ---- | ---- | ---- | ---- | -------------------------------------------------- | -------------------------------------------------- | -------------------------------------------------- | -------------------------------------------------- |
| 2024 | 2024 | 2024 | 2024 | 2024 | 2024 | 2024 | 2024 | 2024 |                                                    | Sophie Pantel                                      |                                                    |                                                    |
| 2022 | 2022 | 2022 | 2022 | 2022 | 2022 | 2022 | 2022 | 2022 |                                                    | Pierre Morel-À-L'Huissier                          |                                                    |                                                    |
| 2017 | 2017 | 2017 | 2017 | 2017 | 2017 | 2017 | 2017 | 2017 |                                                    | Pierre Morel-À-L'Huissier                          |                                                    |                                                    |
| 2012 | 2012 | 2012 | 2012 | 2012 | 2012 | 2012 | 2012 | 2012 |                                                    | Pierre Morel-À-L'Huissier                          |                                                    |                                                    |
| 2007 | 2007 | 2007 | 2007 | 2007 | 2007 | 2007 | 2007 | 2007 |                                                    | Francis Saint-Léger                                |                                                    | Pierre Morel-À-L'Huissier                          |
| 2002 | 2002 | 2002 | 2002 | 2002 | 2002 | 2002 | 2002 | 2002 |                                                    | Francis Saint-Léger                                |                                                    | Pierre Morel-À-L'Huissier                          |
| 1997 | 1997 | 1997 | 1997 | 1997 | 1997 | 1997 | 1997 | 1997 |                                                    | Jean-Claude Chazal                                 |                                                    | Jacques Blanc                                      |
| 1993 | 1993 | 1993 | 1993 | 1993 | 1993 | 1993 | 1993 | 1993 |                                                    | Jean-Jacques Delmas                                |                                                    | Jacques Blanc                                      |
| 1988 | 1988 | 1988 | 1988 | 1988 | 1988 | 1988 | 1988 | 1988 |                                                    | Adrien Durand                                      |                                                    | Jacques Blanc                                      |
| 1986 | 1986 | 1986 | 1986 | 1986 | 1986 | 1986 | 1986 | 1986 | Scrutin proportionnel plurinominal par département | Scrutin proportionnel plurinominal par département | Scrutin proportionnel plurinominal par département | Scrutin proportionnel plurinominal par département |
| 1981 | 1981 | 1981 | 1981 | 1981 | 1981 | 1981 | 1981 | 1981 |                                                    | Adrien Durand                                      |                                                    | Jacques Blanc                                      |
| 1978 | 1978 | 1978 | 1978 | 1978 | 1978 | 1978 | 1978 | 1978 |                                                    | Pierre Couderc                                     |                                                    | Jacques Blanc                                      |
| 1973 | 1973 | 1973 | 1973 | 1973 | 1973 | 1973 | 1973 | 1973 |                                                    | Pierre Couderc                                     |                                                    | Jacques Blanc                                      |
| 1968 | 1968 | 1968 | 1968 | 1968 | 1968 | 1968 | 1968 | 1968 |                                                    | Pierre Couderc                                     |                                                    | Charles de Chambrun                                |
| 1967 | 1967 | 1967 | 1967 | 1967 | 1967 | 1967 | 1967 | 1967 |                                                    | Pierre Couderc                                     |                                                    | Charles de Chambrun                                |
| 1962 | 1962 | 1962 | 1962 | 1962 | 1962 | 1962 | 1962 | 1962 |                                                    | Pierre Couderc                                     |                                                    | Charles de Chambrun                                |
| 1958 | 1958 | 1958 | 1958 | 1958 | 1958 | 1958 | 1958 | 1958 |                                                    | Félix Viallet                                      |                                                    | Henri Trémolet de Villers                          |

Chronologie depuis la Libération
(1) : Victor Gouton

### Élections cantonales et départementales
|                                      |       |       |      |                                |
| Président du conseil départemental   |       |       |      |                                |
| Laurent Suau (FP)                    |       |       |      |                                |
| Parti                                | Sigle | Sigle | Élus | Groupes                        |
| Majorité (16 sièges)                 |       |       |      |                                |
| Divers droite                        |       | DVD   | 5    | Droite, centre et indépendants |
| Les Républicains                     |       | LR    | 3    | Droite, centre et indépendants |
| Union des démocrates et indépendants |       | UDI   | 1    | Droite, centre et indépendants |
| Parti socialiste                     |       | PS    | 4    | La Lozère au cœur              |
| Divers gauche                        |       | DVG   | 1    | La Lozère au cœur              |
| Mouvement démocrate                  |       | MoDem | 1    | La Lozère au cœur              |
| Fédération progressiste              |       | FP    | 1    | La Lozère au cœur              |
| Opposition (10 sièges)               |       |       |      |                                |
| Divers gauche                        |       | DVG   | 5    | La Lozère passionnément        |
| Parti socialiste                     |       | PS    | 2    | La Lozère passionnément        |
| Parti communiste français            |       | PCF   | 1    | La Lozère passionnément        |
| Les Écologistes                      |       | LÉ    | 1    | La Lozère passionnément        |
| Divers droite                        |       | DVD   | 1    | La Lozère passionnément        |

### Élections municipales
| Commune               | Parti (2020) | Parti (2014) | Parti (2008) | Parti (2001) | Parti (1995) | Parti (1989) | Parti (1983) | Parti (1977) |
| --------------------- | ------------ | ------------ | ------------ | ------------ | ------------ | ------------ | ------------ | ------------ |
| Bourgs sur Colagne    | DVD          | DVG          |              |              |              |              |              |              |
| La Canourgue          | DVD          | UMP          | UMP          | UDF          | UDF          | UDF          | UDF          | PR           |
| Florac Trois Rivières | PCF          | DVG          |              |              |              |              |              |              |
| Langogne              | PS           | PS           | PS           | DL           | UDF          | PS           | RPR          | PS           |
| Marvejols             | DVG          | UMP          | UMP          | RPR          | RPR          | RPR          | UDF-PR       | UP           |
| Mende                 | FP           | PS           | PS           | DVD          | DVD          | DVD          | DVD          | PR           |
| Peyre en Aubrac       | DVD          | DVD          |              |              |              |              |              |              |
| Saint-Chély-d'Apcher  | LR           | UMP          | UMP          | RPR          | DVD          | DVD          | DVD          | SE           |

### Référendums
Référendum sur le traité établissant une constitution pour l'Europe
29 mai 2005
| NON 22 572 (53,77 %) |  |  | OUI 19 409 (46,23 %) |
| ▲                    |  |  |                      |

Référendum sur le quinquennat présidentiel
24 septembre 2000
| OUI 10 826 (71,78 %) |  |  | NON 4 256 (28,22 %) |
| ▲                    |  |  |                     |

Référendum sur le traité de Maastricht
20 septembre 1992
| OUI 21 495 (54,31 %) |  |  | NON 18 082 (45,69 %) |
| ▲                    |  |  |                      |